# 아리 프레이르 스쿨라손
아리 프레이르 스쿨라손(아이슬란드어: Ari Freyr Skúlason, 1987년 5월 14일 ~ )은 아이슬란드의 전 축구 선수이다.

## 포지션
그의 주 포지션은 수비형 미드필더이나, 윙어로 활용이 가능하며, 아이슬란드 대표팀 내에서는 풀백으로 활약한 적도 있다.